# KV62
La tumba KV62, situada en el Valle de los Reyes (Egipto), es una tumba real egipcia que contiene la momia de Tutankamón. Fue descubierta en 1922 por Howard Carter bajo los restos de las viviendas de los trabajadores de la época ramésida, lo que la salvó de los saqueos de ese periodo. Como dato curioso, Carter consiguió fotografiar algunas ofrendas florales que se desintegraron al tocarlas.  
La tumba consta de cuatro salas y estaba llena de objetos, pero en desorden. Debido a su estado y al método meticuloso de estudio de Carter, se tardó ocho años en vaciarla y trasladar al Museo Egipcio de El Cairo todo lo encontrado, más de 5000 piezas, incluida la máscara funeraria de Tutankamón de oro macizo. 
Se dice a menudo que la tumba de Tutankamón nunca fue saqueada, pero esto no es exacto: de hecho lo fue por lo menos dos veces no mucho después del entierro, ya que hay evidencias de que en las puertas selladas se practicó una abertura en las esquinas superiores, que fue precintada de nuevo más adelante. Se ha estimado que el 60 % de las joyas depositadas en la llamada "Tesorería" fueron robadas, y que los funcionarios de la necrópolis embalaron de forma precipitada las que se salvaron. Las puertas exteriores de las capillas, que incluían los ataúdes jerarquizados del rey, se dejaron abiertas y sin sellar.
Parece ser que, tras uno de los robos, algunos artículos de la KV62 se depositaron en la tumba KV54.

## Descubrimiento

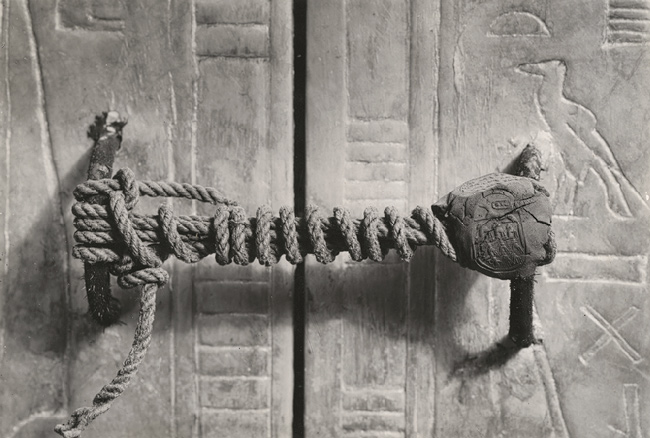
El sello intacto de la tercera capilla interna de la tumba, la cual conduce a su sarcófago.

En 1907, justo antes del descubrimiento de la tumba de Horemheb, el equipo de Theodore M. Davis encontró una pequeña cámara, la llamada KV54, conteniendo objetos funerarios con el nombre de Tutankamón. Pensando que era la tumba de este faraón, Davis concluyó la excavación.
El arqueólogo británico Howard Carter (a las órdenes de Lord Carnarvon) descubrió la tumba de Tutankamón en el Valle de los reyes el 4 de noviembre de 1922, cerca de la entrada de la de Ramsés VI, la KV35. El hallazgo renovó el interés del mundo occidental por la egiptología. Carter avisó a Carnarvon y el 26 de noviembre ambos hombres fueron los primeros en entrar en la tumba en 3300 años. Entonces, exclamó su famosa frase: «Veo cosas maravillosas». 

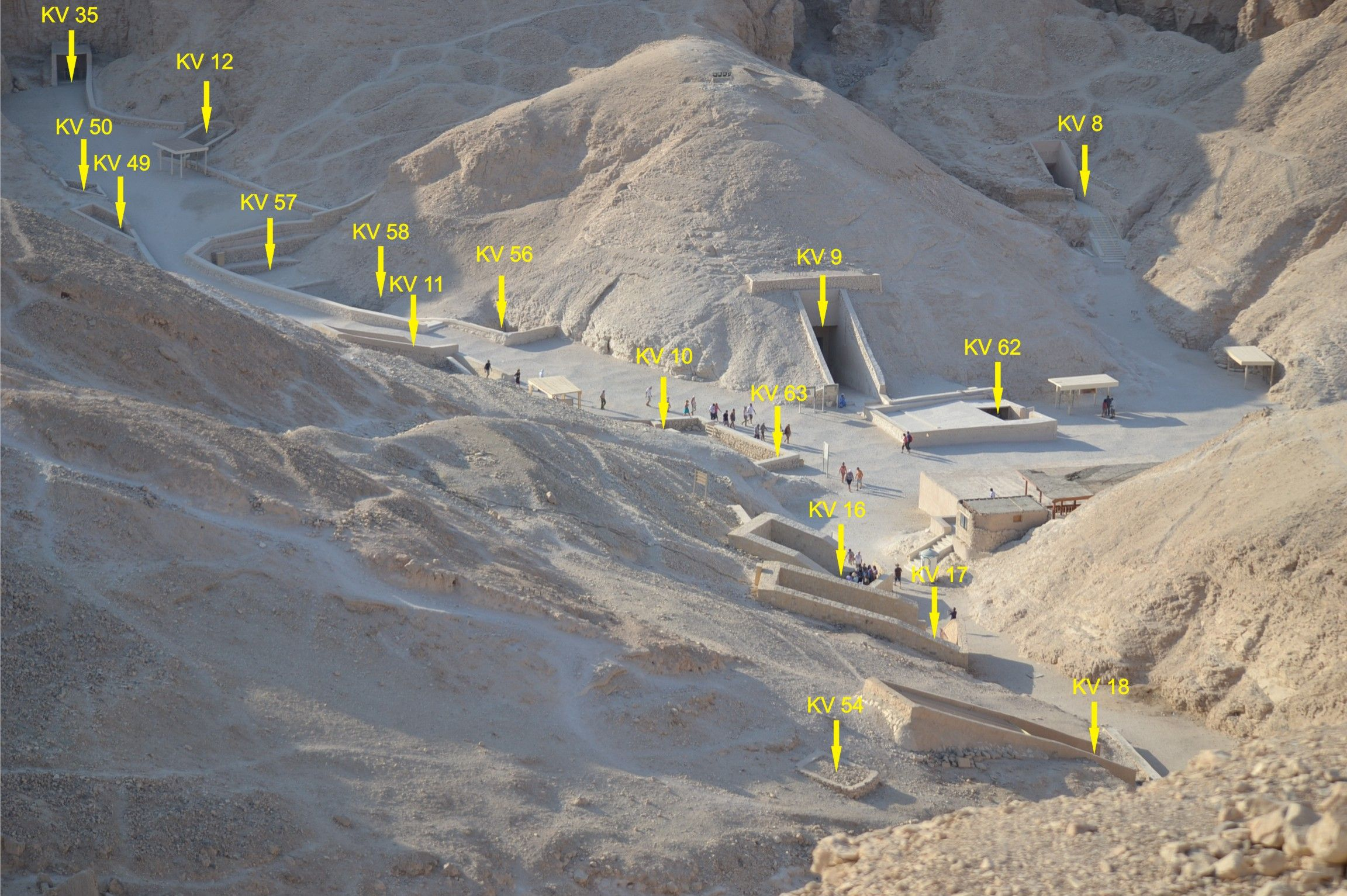
Localización de la Tumba KV62

Tras semanas de excavación cuidadosa, el 20 de marzo de 1923 Carter abrió la cámara interior y descubrió el sarcófago del faraón.
Desde que apareció el primer tramo de escalera el 4 de noviembre de 1922, el avance de la excavación fue lento y minucioso, concluyendo el 8 de noviembre de 1930, fecha en que se sacaron los últimos objetos.

## Descripción

Plano de la tumba.
Leyenda: (1) Cámara del tesoro, (2) Cámara mortuoria, (3) Tercera puerta de acceso, (4) Antecámara, (5) Anexo, (6) Cuarta puerta de acceso, (7) Segunda puerta de acceso, (8) Pasillo, corredor, (9) Primera puerta de acceso, (10) Escalera, (A) Pared de yeso, (B) Pared maciza, (C) Nicho.

La tumba no parece haber sido diseñada para un faraón, parece la de un noble que haya sido adaptada de forma precipitada, como indica el hecho de que sólo fueron pintadas las paredes de la cámara del sarcófago, a diferencia de otras tumbas reales en que todos sus muros tienen escenas del Libro de los muertos.

### Acceso
La escalera de acceso parte de una pequeña plataforma y consta de 16 escalones que llevan a la primera puerta sellada y enyesada, con muestras de haber sido violada y vuelta a sellar en dos ocasiones. 

### Corredor y antecámara
Más allá del primer umbral, un pasillo descendente conduce a una segunda puerta sellada, y tras ella a la sala que Carter llamó «antecámara». Fue utilizada originalmente para depositar el material del embalsamamiento del rey, que tras los robos fue trasladado al interior de la tumba o a la KV54. 
Las paredes están sin decorar; Carter la describió como «un caos organizado». Contenía más de 600 objetos entre los que había tres camas fúnebres, placas con forma de hipopótamo representando a Tueris, de vaca (Hathor) y de leopardo. También se encontraban cuatro carros desmontados, uno para caza, otro de guerra y dos destinados a los desfiles. 
Sobre la pared de derecha, al fondo, rastros de excavación abandonada indican que se pensaba ampliar hacia el norte unos dos metros. Al principio de esta pared se encuentra acceso a la cámara funeraria, cuyas características informan también de la apertura proyectada.

### Anexo
A la izquierda de la pared del fondo de la antecámara, hay un pequeño paso, rodeado con trazos negros que delimitan la apertura que habría de tener la puerta una vez terminada, que permite el acceso a otra habitación cuyo suelo tiene un nivel de 90 cm por debajo de la anterior. Llamada «anexo» por Carter, este describió la existencia de trazos rojos sobre las paredes. Contenía, en desorden, cestas, jarras de vino, una vajilla de calcita, perfumes, maquetas de barcos y ushebtis: 280 grupos de objetos que sumaban en total dos mil piezas.

### Cámara del sarcófago

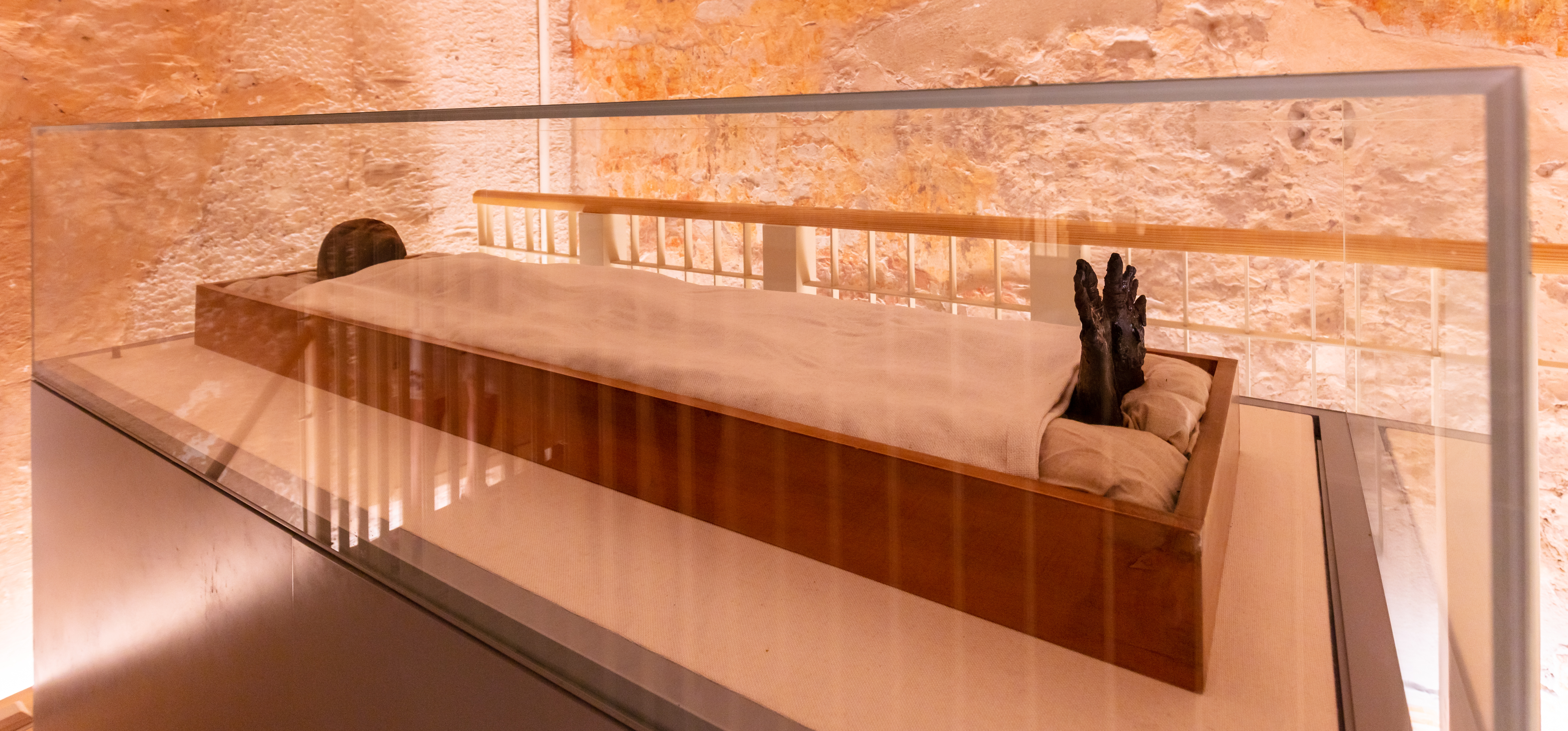
Momia de Tutankamón.

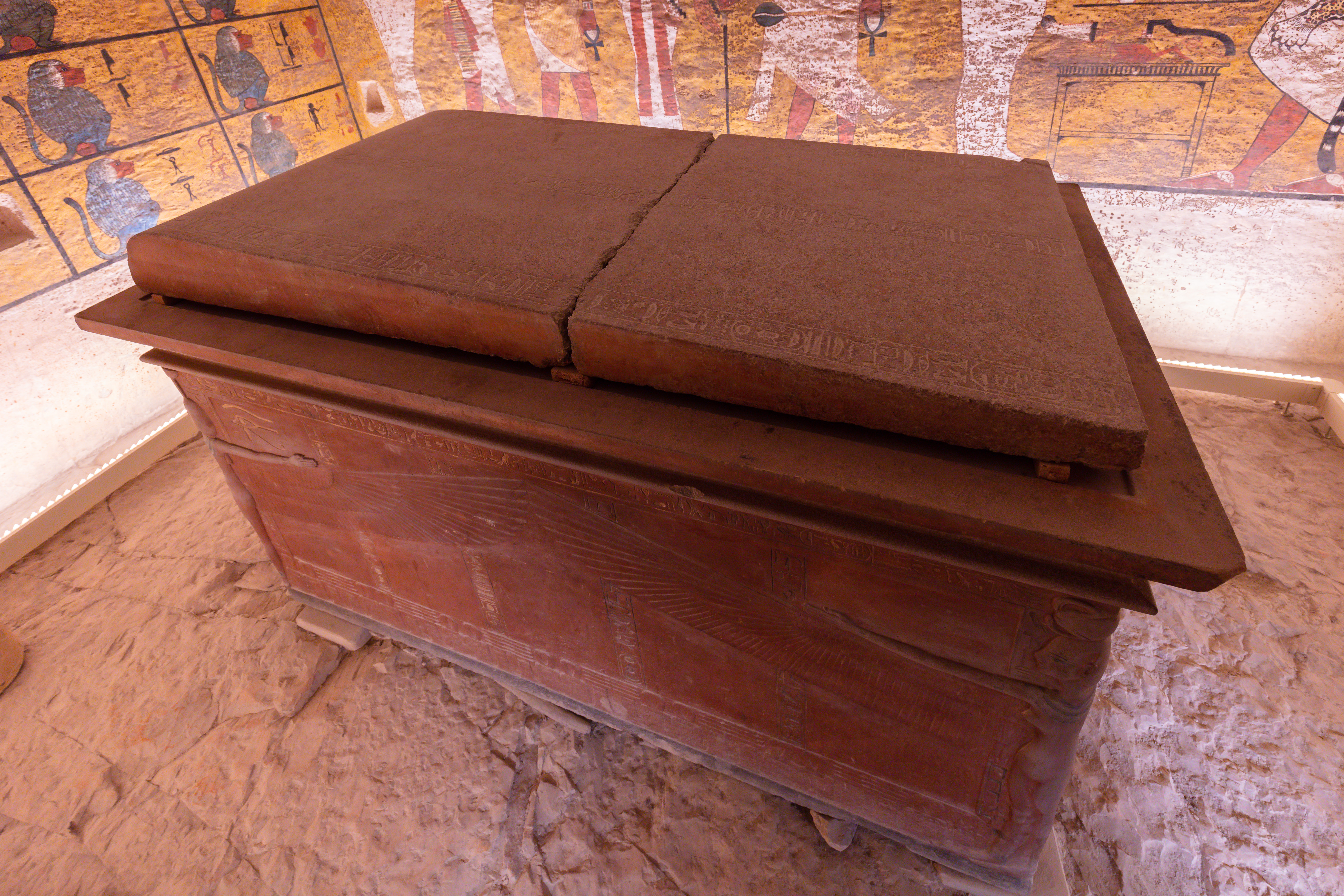
Sarcófago.

Esta habitación está situada con un desnivel de un metro y contenía 300 objetos además del sarcófago situado en el centro. Es la única decorada, y cada una de las paredes, enyesadas y pintadas, simulan nichos con distintas escenas cuyo fondo es amarillo oro, en un estilo diferente al tradicional decorado de las tumbas. Representan escenas del Libro de los muertos:
- Pared de la derecha, Anubis, Isis y Hathor.
- Pared del fondo, están Nut y Tutankamón que, seguido por su Ka, es llevado al reino de los muertos por Osiris.
- Pared de la izquierda, Ay en funciones de sacerdote está practicando el ritual de la apertura de la boca.

Cuatro capillas de madera recubiertas de oro, encajadas una en otra, cubrían un sarcófago de cuarcita roja que contenía tres ataúdes momiformes, de madera chapada de láminas de oro los dos primeros y de oro macizo el tercero. Dentro descansaba la momia del joven faraón, con la cabeza y los hombros cubiertos por la célebre máscara de oro. 
La capilla externa mide 5,08 x 3,28 x 2,75 m y 32 milímetros de grosor, ocupaba casi toda la cámara dejando libres 60 cm a los extremos y menos de 30 en los costados. 
La cuarta capilla tiene 2,90 m de largo y 1,48 m de ancho. Las paredes fueron adornadas con la procesión fúnebre del rey, y en su techo estaba Nut, abrazando con sus alas el sarcófago externo.
Fuera de las capillas había once remos para la "barca solar", frascos de perfumes, lámparas decoradas con el dios Hapy y otros objetos.

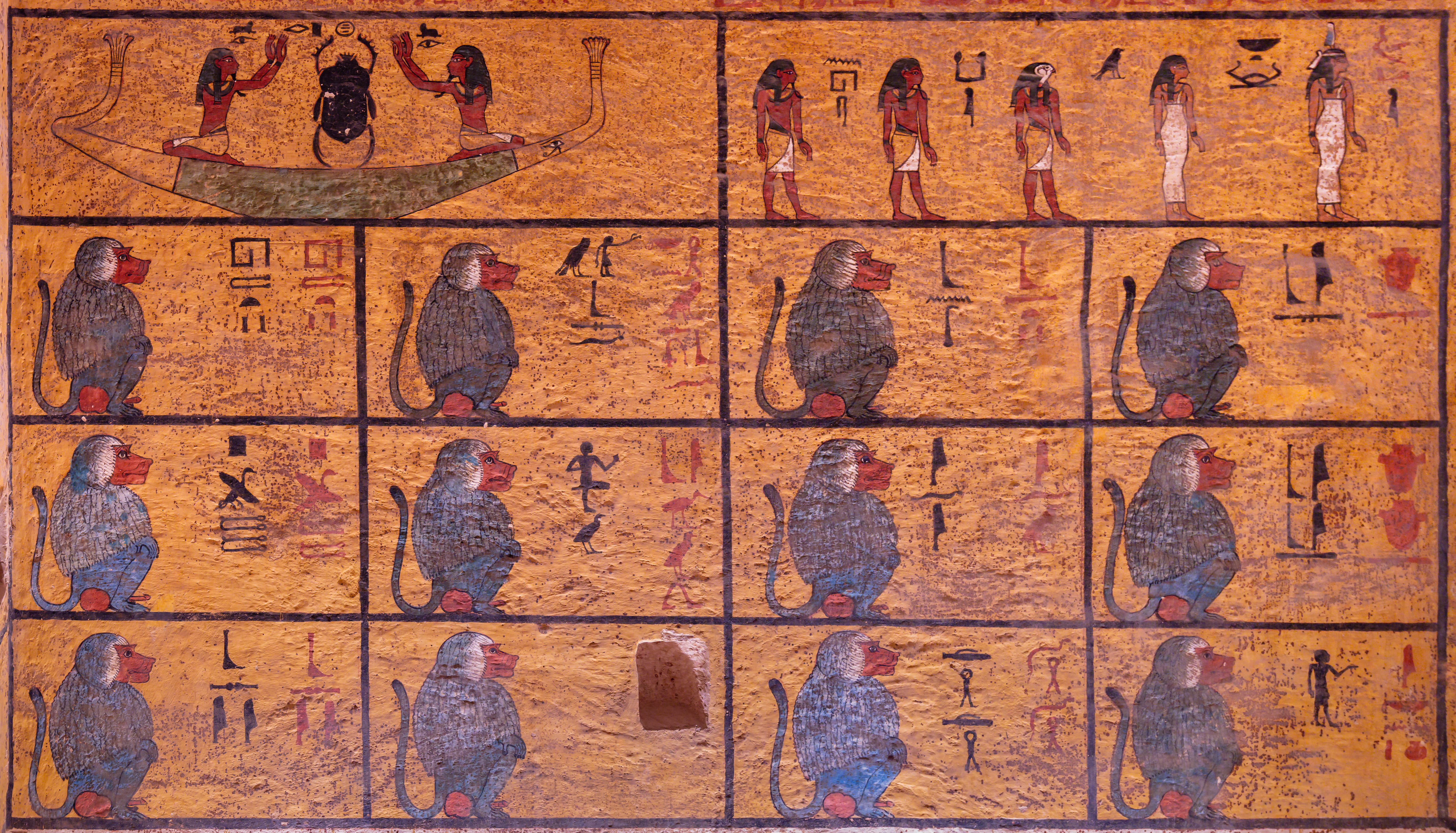
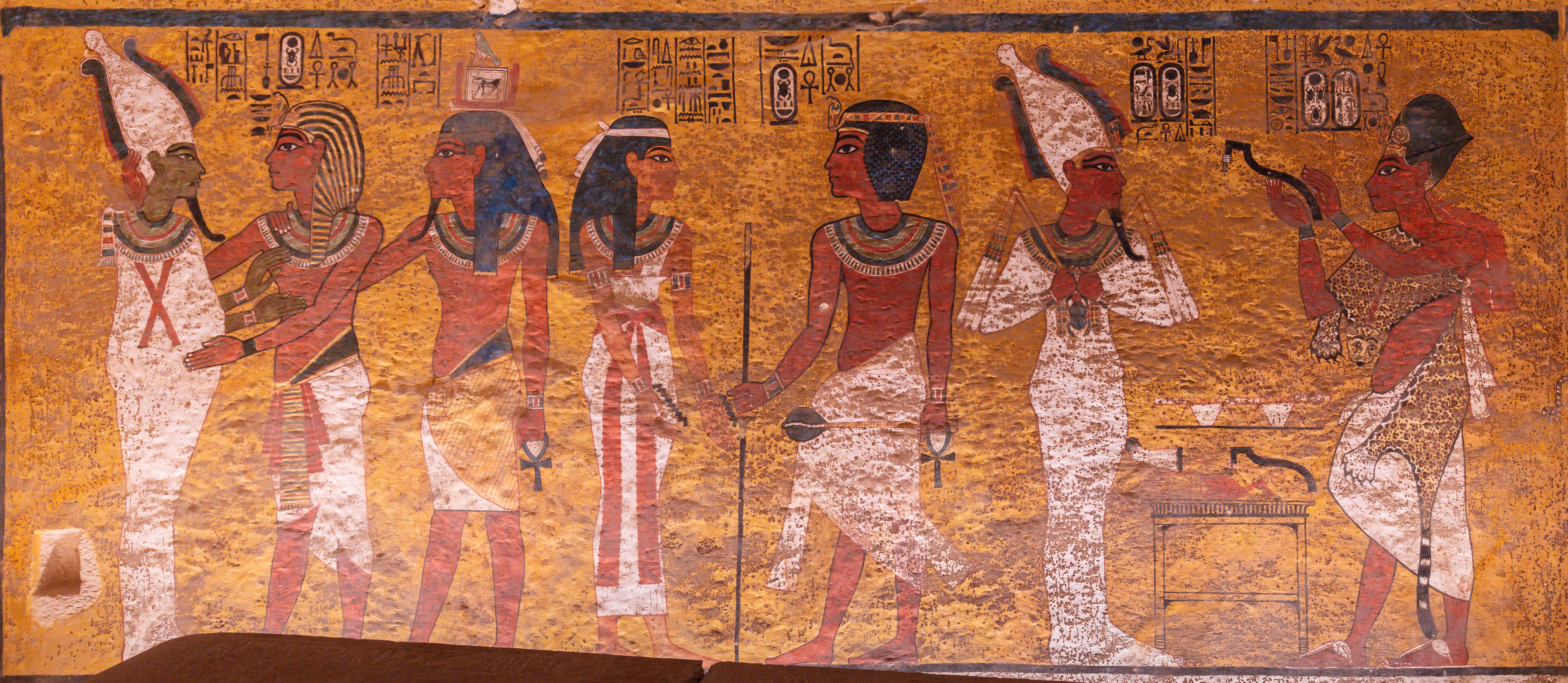
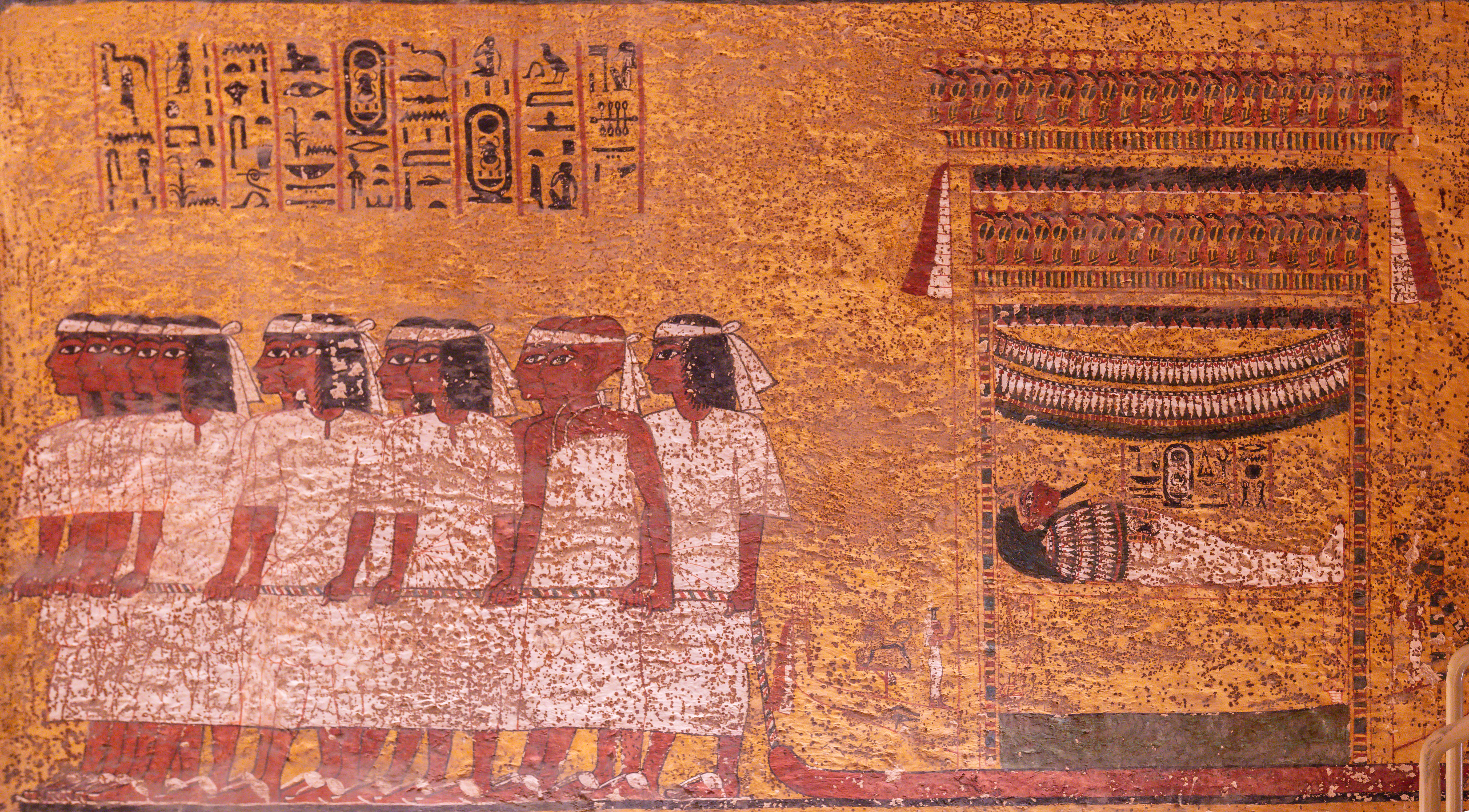

### Cámara del Tesoro
Otra pequeña habitación, llamada «cámara del tesoro» por Carter, contenía alrededor de 500 objetos, el más importante de los cuales es el Templete canópico de Tutankamón, cuyos cuatro lados están decorados con imágenes de las diosas Isis, Neftis, Serket y Neit, y que contenía el cofre, que a su vez albergaba los cuatro vasos canopos con las vísceras del faraón.